# Xenopus borealis
Espèce
Synonymes
- Xenopus laevis borealis Parker, 1936

Statut de conservation UICN

 LC  : Préoccupation mineure
Xenopus borealis est une espèce d'amphibiens de la famille des Pipidae.

## Répartition
Cette espèce est endémique du centre-Est de l'Afrique. Elle se rencontre au-dessus de 1 350 m d'altitude :
- au Kenya ;
- en Tanzanie.

## Publication originale
- Parker 1936 : Reptiles and Amphibians collected by the Lake Rudolf Rift Valley Expedition, 1934. Annals and Magazine of Natural History, sér. 10, vol. 18, p. 594-609.